# Octavian Popescu
Octavian George Popescu (ur. 27 grudnia 2002 w Târgoviște) – rumuński piłkarz grający na pozycji pomocnika w FCSB.

## Kariera klubowa
Treningi piłki nożnej rozpoczął w drugiej klasie szkoły podstawowej w Grup Școlar Agricol Nucet. W 2014 roku trafił do Regal Sport, z którego w 2018 roku został wypożyczony do Rapidu Bukareszt, a następnie do Universitatei Krajowa. W lipcu 2020 roku został zawodnikiem FCSB. 20 września 2020 zadebiutował w tym klubie w wygranym 3:0 meczu z Argeșem Pitești.

## Kariera reprezentacyjna
W reprezentacji Rumunii zadebiutował 25 marca 2022 w przegranym 0:1 meczu z Grecją.

## Życie osobiste
Ma trzy siostry i brata.